# 凡尔登地区埃屈雷
凡尔登地区埃屈雷（法語：Écurey-en-Verdunois，法語發音：[ekyʁɛ ɑ̃ vɛʁdynwa]）是法国默兹省的一个市镇，属于凡尔登区。该市镇总面积6.92平方公里，2009年时的人口为138人。

## 人口
凡尔登地区埃屈雷人口变化图示